# 兼重就継
兼重 就継（かねしげ なりつぐ）は、江戸時代前期の長州藩士。家格は物頭組、590石。父は兼重元辰。妻は長府藩士・西清房の娘。

## 生涯
慶長17年（1612年）、毛利氏家臣の兼重元辰の子として生まれたが、元辰は元和3年（1617年）に死去した。元和4年（1618年）3月6日に毛利秀就の加冠により元服し、「就」の偏諱を与えられて就継と名乗る。
元辰の死後は祖父の元続が代わりを務めていたが病に伏せたため、元和6年（1620年）5月28日に毛利輝元と秀就に願い出て許可を得、就継が15、16歳くらいになるまでは、元辰の弟の元可が役目を務めさせることとし、知行890石のうち300石を元可に分与した。なお、元続はその翌月に死去している。
元和10年（1624年）3月3日に采女正、寛永6年（1629年）7月7日には五郎兵衛の官途名を秀就から与えられた。秀就、綱広の2代に仕えた後、延宝元年（1673年）3月5日に死去した。享年62。嫡男の就宣が跡を継いだ。